# Палестина (регија)
Палестина (историјски Ханан и Terra Sancta/Света земља, грч. Παλαιστίνη) лежи на југоисточној обали Средоземног мора, Палестина се налази у срцу Средњег истока између западне Азије и северне Африке и Синајског полуострва код тачке сусрета ова два континента.
За хришћанство, ислам и јудаизам овај регион има изузетан историјски и религијски значај, а посебно Јерусалим - Ал-Кудс (главни град историјске Палестине). У рату 1948 након расељавања стотина хиљада Палестинаца из њихове домовине, Палестина је подељена на јеврејску државу Израел и арапски део Западну обалу која је постала део Јордана и Појас Газе који је био под контролом Египта. Након Шестодневног рата 1967. ове две арапске области су дошле под контролу Израела, а две деценије касније 1988. на окупираној Западној обали и Појасу Газе проглашена је држава Палестина. Услед те окупације дошло је до немирне ситуације на целом Блиском истоку која је резултирала већим бројем ратова, немира и побуна. Становништво у границама региона Палестине се процењује на око 11.900.000 људи. Велики део популације (46%) историјске Палестине су Арапи (муслимани, хришћани и Јевреји), а други део (49%) су јеврејски повратници и њихови потомци, као и други народи.
После Првог светског рата, пада Османског царства које је контролисало Палестину, Севрског споразума, конференције у Сан Рему и Сајкс-Пикотовог споразума, нацртане су границе Британског мандата над Палестином, па се граница уздужно протеже од севера ка југу око четири степена, и протеже се између географских ширина 29.30 и 33.15 северно, и између географских ширина 34.15 дужине и 35.40 источно. На површини од 26.990 km², укључивао је Галилејско језеро и половину Мртвог мора. На западу се граничио са обалом Средоземног мора дужине 224 km, на истоку са Сиријом и Јорданом, на северу са Либаном и на југу Египтом и Акапским заливом. Палестина је правоугаоног облика, њена дужина је 430 km од севера ка југу, а њена ширина на северу се креће између 51–70 km, у средини 72–95 km код Јерусалима, а на југу њена дужина је до 117 km код Рафе и Кан Јуниса до Мртвог мора. Овај регион има веома разноврсну земљу, географски се дели у четири регије (од запада према истоку) приобалне равнице, брда, планине (Галилеја, Наблус, Јерусалим, Хеброн) и долине (долина Јордан). На крајњем југу налази се пустиња по имену Негев. Између планина Наблус и планина Галилеја налази се ливада Ибн Амер која сече планину Кармел. Која се северозападно продужује од планина Наблус, приобалне равнице. Надморска висина се креће од 417 m испод нивоа мора у Мртвом мору (то је најнижа тачка на површини земље у свету) до 1.204 m изнад нивоа мора на врху планине Мерон.

## Порекло имена
Име Палестина потиче од имена народа Филистинци, који су се око 1175. године старе ере населили у медитеранску област Ханан. Асирски текстови из 8. века п. н. е. називају област данашњег појаса Газе, „Пилашту“. Грчки историчар Херодот (5. век п. н. е.) означавао је област уз обалу између Феникије и Газе „дистрикт Сирије назван Палестина“. Грчка реч Палаистине, у латинском је постала Palaestina.

## Историја

### Преглед
Палестина се налази на стратешком месту између Египта, Сирије и Јорданa, она је земља завета (старог и новог) и колевка људске цивилизације, у њој се налази најстарији или један од најстаријих непрестано насељених градова на свету Јерихон, у коме је постојало преко 20 по себи надовезујућих насеља од деветог миленијума пре нове ере до данас. Она је колевка јудаизма и хришћанства, овај регион има дугу и бурну историју као раскрсница религија, култура, трговине и политике.
Ово подручје је било под контролом различитих народа, укључујући старе Египћане, Хананце, Јевреје, Асирце, Вавилонце, Персијанце, Грке, Римљане, Византице, Арапе (Праведни калифат, Омејадски калифат, Абасидски калифат и Фатимидски халифат), Крсташе, Ајубиде, Мамелучки султанат, Османско царство, Британску империју и коначно под контролом данашњих држава Израел и Палестина.

### Антички период
Овај регион је био међу првим регионима у свету у коме су настала стална људска насеља, пољопривредне заједнице и Цивилизација. Током бронзаног доба, створена је држава Ханан, која је била под утицајем околних цивилизација старог Египта, Месопотамије, Феникије, Минојске цивилизације и Сирије. Између 1550-1400. п. н. е, градови Хананаца су постали везани за Ново краљевство Египта, које је одржало власт над Хананом до 1178. п. н. е. током целог периода Колапс бронзаног доба.
Регион је постао део Новоасирског царства 740. пне, које је само замењено Нововавилонским царством 627. пне. Према Библији, рат са Египтом је кулминирао 586. п. н. е, када су Јерусалим уништили вавилонски краљ Набукодоносор II и локални лидери у региону, где су Јевреји депортовани у Вавилонско ропство. Вавилонско царство је 539. п. н. е. замењено Ахеменидским царством. Према Библији и импликацијама из Кировог ваљка Јужна Палестина је постала покрајина Ахеменидског царства, под називом Едом, а докази из остраца указују на то да је набатејски-тип друштва, формиран на југу Палестине у 4. века п. н. е, јер су Едомци изгледа били повезани са Набатејцима, и да је арапско царство Кедарит продрло у ову област у периоду персијске и хеленистичке власти.

### Антика
Македонски владар Александар Велики је 330. п. н. е. освојио регион, који је неколико пута мењао владаре током Ратова дијадоха и каснијих Сиријских ратова. На крају је пао под Селеукидско царство између 219-200. п. н. е. У 116. п. н. е, Селеукидски грађански рат је довео до независности појединих региона, укључујући краљевину Хасмонејаца. Од 110. п. н. е, Хасмонејци су проширили своју власт над великм делом Палестине, стварајући јудејско - самарићанско - едомско - итурејско - галилејски савез. Између 73-63. п. н. е, Римска република проширује свој утицај у региону у Трећем митридатском рату, и дели Хасмонејско царство на пет делова. Трогодишње проповедање Исуса, које је кулминирало његовим распећем, процењује се да је трајало у периоду 28-30 н. е. (мањина научника оспорава постојање историјског Исуса). Хадријан је 132. спојио провинције Јудеју, Галилеју и Паралију да би формирао нову покрајину Сирију Палестину, а Јерусалим је преименован у „Елија Капитолина”. Између 259-272, регион пада под власт Луција Септимија Одената краља Палмирског царства. Након победе Хришћанског цара Константина Великог, у грађанским ратовима Тетрархије, почела је христијанизација Римског царства, а Јелена мајка цара Константина 326. је посетила Јерусалим и почела са изградњом цркава и храмова. Палестина је постала центар хришћанства, и привлачила је бројне монахе и религиологе. Током овог периода Самарићански устанци су довели до скоро потпуног нестанка самих Самарићана. Палестину је 614. анектирала друга персијска династија Сасаниди, чија власт је трајала до повратка византијске контроле 628.

### Средњи век
Палестину је освојио Праведни калифат 634. Битка на Јармуку 636. током Муслиманског освајања Сирије и Египта означила је почетак муслиманске доминације над регионом, који је постао познат као Џунд Филастин и налазио се у оквиру покрајине Билад ал-Шам (Велика Сирија). Након атентата на Алија 661. Муавија I је постао калифа исламског света након што је крунисан у Јерусалиму. Купола на стени је била готова 691. и била је прво велико дело исламске архитектуре у свету.
Већину становништва су чинили хришћани и тако је било све до инвазије Саладина 1187. Муслиманско освајање неколико деценија није имало великог утицаја на континуитет друштва и администрације. Реч „Арапин” у то време се односило претежно на бедуине, мада је забележено насељавање Арапа на висоравнима Јудеје и у близини Јерусалима, а нека племена су прешла на хришћанство. Локално становништво се бавило пољопривредом, која је сматрана понижавајућом, називано је Набат, именом које је повезивано са сеоским становништвом које је говорило арамејским језиком.
Омејадски калифат који је проузроковао снажан економски препород у овој области, је замењен Абасидским калифатом 750. Рамли је постао административни центар, што је и остао наредних векова, док је Тиберијада постала успешан центар исламске теологије. Од 878. Палестином је владано из Египта са полуаутономним владарима скоро читав век, почевши са Турчином по имену Ахмед Ибн Тулун. Поштовање Јерусалима се повећало током овог периода, а многи од египатских владара су одлучили да тамо буду сахрањени. Међутим, каснији период карактерише прогон хришћана, због растуће опасности од Византије. Фатимидски халифат, чију су војску највећим делом чинили Бербери, освојио је регион 970. и то је датум који обележава почетак периода непрекидног ратовања између бројних непријатеља, који су уништили Палестину и у коме је јеврејска популација значајно смањена. Између 1071-73, Палестину је заузело Селџучко царство, након чега су је повратили Фатимиди 1098, од којих су је затим преузели крсташи 1099. Њихова контрола над Краљевином Јерусалим (коју су створили) и већином Палестине трајала готово читав један век до њиховог пораза у Бици код Хатина против Саладина 1187, након чега се већина Палестине нашла под контролом Ајубида. Крње крсташке државе у северним приморским градовима преживеле су још један век, али упркос седам крсташких ратова, крсташи нису више били значајна сила у региону. Четврти крсташки рат, који није допро до Палестине, довео је до пада Византије, драматично смањујући утицај хришћанства у целом региону. Мамелучки султанат је индиректно створен у Египту као резултат Седмог крсташког рата. Монголско царство је допрло до Палестине први пут 1260, почевши од монголских упада у Палестину, достигавши врхунац Битком код Ајн Џалута, у којој је доживело пораз од Мамлука.

## Географија
Географски, Палестина се састоји из области Галилеја (на северу), Самарија (средишњи део северно од Јерусалима), Јудеја (јужни део, укључујући Јерусалим) и приморских области уз Средоземно море. У античко доба, а и касније, области источно од реке Јордан су најчешће сматране делом Палестине.
Област уз обалу Медитерана карактерише медитеранска клима и плодно земљиште.
Брдска област западно од реке Јордан је плоднија на северу, где нема високих планина, него на југу, где планине заустављају влажне ваздушне масе. У библијска времена, северна брда су била под шумама, док су данас пољопривредна област.
Долина реке Јордан је пољопривредна регија, док је околина Мртвог мора лишена већине биљног живота услед високог садржаја соли.
Источно од реке Јордан, клима је полупустињска и пустињска, где постоје само сезонски водени токови.
Она се налази у западном делу Азијског континента између дужине 15-34 и 40-35 на истоку, као и између географских ширина 30-29 и 15-33 на северу. Чини југозападни део Машрека, такође је део Леванта, који укључујући и Палестину обухвата Либан, Сирију и Јордан, њена граница је заједничка са тим пречницима, као и граница са Египтом.
Палестина је област у којој су пронађени остаци неких од најранијих људских насеља, колевка монотеистичке религије, и место настанка старих цивилизација, због своје централне локације она је веза између континената Старог света Азије, Африке и Европе. Тако је постала мост који су од давнина користиле бројне људске заједнице у сеобама и освајањима.

## Клима
Палестина поседује велику разноликост у климатским зонама, од планинске до пустињске и тропске. Сходно томе, она има изузетно богату вегетацију, од 2.780 познатих биљних врста. Преко 20 врста дрвећа, од урминих палми тропског Јерихона до кедра и зимзелених шума Либана. Име Обећане земље западно од Јордана било је Ханан.

### Кише
Доминантни влажни ветрови који долазе са Средоземног мора, подижу се навише уз западне планине иза којих губе своју влажност у виду обилних киша. Годишња количина падавина у Јерусалиму је око 600 mm, док је у Јерихону 160 mm. Годишња количина падавина у Јерусалиму је отприлике иста као у Лондону, само што је у Јерусалиму број кишних дана око педесет, док је у Лондону око три стотине кишних дана годишње.

### Климатске промене
Према историјским и библијским записима Хананска земља је била много плоднија у прошлости. Исувише интензивна испаша коза довела је до ерозије и губитка плодности земље. Данашња земља је мање пошумљена. До тога је довела велика употреба дрвета за огрев и градњу, као и пустошења изазвана ратом.

### Суше
Понекад се дешава да уобичајене падавине изостану, па суша захвата земљу. Најпознатија је и сигурно најразорнија суша она која је трајала три ипо године.

## Пољопривреда Ханана

### Житарице
Пшеница и јечам су коришћени за прављење хлеба. Сочиво и пасуљ су такође узгајани. Зачини попут мирођије и нане додавани су у храну ради побољшања укуса. Узгајала се винова лоза и прављено је вино. Маслина се користила за прављење уља у исхрани. Коришћени су бадем, пистаћи и орах.
Киша обично не пада од средине маја до средине октобра. Од средине јуна до средине септембра вегетација се исушује услед спарне летње врелине. Највиша забележена температура је 51 °C на јужном крају Мртвог мора. Прве кише почињу обично средином октобра, али некад касне све до јануара. Оне омекшавају земљу, и тада се може почети са орањем. Тада се сеје највећи део пшенице и јечма. Киша се периодично наставља током зиме, кулминирајући позним кишама у априлу и почетком маја, што представља последње падавине кишне сезоне. Због такве климе, зрна сазревају управо пре почетка жетве. Пшеница је значајна житарица, али јечам има ту предност што може да расте на сиромашној земљи и што његова жетва почиње раније. Зиме могу бити хладне, некада и снежне, али увек су влажне. Просечно јак снег у Јерусалиму падне једном у петнаест година.

### Сточарство
Узгајане су козе, краве и овце које су давале млеко, вуну, длаку и кожу. Њихово месо се користило у исхрани. Територија на којој је било најпогодније чувати говеда је брдовити део северне Галилеје. Бикови из Васана, плодне области источно од Галилеје били су на гласу због своје снаге. Поред говеда цар Соломон је у дневним набавкама прибављао јелене, дивокозе, срне и бирне птице. У старом Ханану свиње, зечеви и камиле су сматрани „прљавим” животињама и нису се користиле у исхрани.

## Животињско царство
Палестина је дом 113 врста сисара, 348 врста птица и 68 врста риба. Има 4.700 врста инсеката, од тога је две хиљаде врста тврдокрилаца и хиљаду врста лептира. У старом Ханану је било много „нечистих” птица које се нису користиле у исхрани, док су неке врсте инсеката биле „чисте” и било је дозвољено да се једу, нпр. Јован Крститељ је у исхрани користио скакавце.

## Градови
Након завршетка Другог светског рата 1948. године енглеска војска напушта своју колонију тј, Палестину. Потписан је Родосов споразум, који уводи примирје, које фактички ствара нову државу под именом Израел на великом делу Палестине и ствара се зелена линија која је призната као међудржавна граница.
Иза зелене линије, на израелској страни, нашао се велики број арапских палестинских градова и мешовитих градова у којима живе Палестинци, хришћанске, јеврејске и муслиманске вере. Такође, иза зелене линије остао је западни део Јерусалима.
Становници ових градова се зову Палестинци 48.
После 1948. затворила су се врата за палестинске избеглице, које нису биле у могућности да се врате у своје домове и тако су постали избеглице у суседству тј. у Јордану, Либану, Сирији, Египту. Најважнији палестински или мешовити градови иза зелене линије су: Јафа, Хаифа и Назарет.
Године 1967, у јулу током Шестодневног рата дошло је до окупације осталих делова Палестине и најважнији град међу њима је Јерусалим (или као што га називају Арапи Ал-Акса). Остатак Палестине који је окупиран 1967. представља 21% површине Палестине, око 5.860 km². А Појас Газе представља 1,3% подручја Палестине, што је око 360 km².
- Јафа / Тел Авив
- Хајфа
- Газа
- Биршеба, највећи град Нагеба
- Хеброн, највећи град западне обале
- Назарет
- Наблус
- Ашдод
- Ришон Лецион
- Рамала, од најзначајних градова Палестине